# Voreinó
Voreinó är en ort i Grekland.   Den ligger i prefekturen Nomós Péllis och regionen Mellersta Makedonien, i den norra delen av landet, 400 km norr om huvudstaden Aten. Voreinó ligger 166 meter över havet och antalet invånare är 766.
Terrängen runt Voreinó är varierad. Runt Voreinó är det ganska glesbefolkat, med 21 invånare per kvadratkilometer. Närmaste större samhälle är Aridaía, 6,4 km söder om Voreinó. Trakten runt Voreinó består till största delen av jordbruksmark.